# Colpoptera clerodendri
Colpoptera clerodendri är en insektsart som beskrevs av Dozier 1931. Colpoptera clerodendri ingår i släktet Colpoptera och familjen sköldstritar. Inga underarter finns listade i Catalogue of Life.